# 1896년 하계 올림픽
1896년 하계 올림픽(영어: 1896 Summer Olympics, Games of the I Olympiad, 그리스어: Θερινοί Ολυμπιακοί Αγώνες 1896)은 393년을 마지막으로 끝난 고대 올림픽 대회 이후 열린 첫 근대 올림픽 대회다. 1896년 4월 6일부터 4월 15일까지 그리스 아테네에서 개최되었다. 고대 그리스가 올림픽의 발상지여서 첫 근대 올림픽이 열리기에 적당한 장소였던 아테네는 1894년 6월 23일에 파리에서, 프랑스의 역사학자인 쿠베르탱이 주관한 올림픽 의회에서 만장일치로 개최지 자격을 얻었다. 또한 하계 올림픽이 진행되는 동안 국제 올림픽 위원회(IOC)가 조직되었다.
여러 어려움을 이겨낸 1회 올림픽은 성공적인 평가를 받았다. 당시의 국제 경기 중에서는 이 대회가 가장 많은 국제적인 참여를 이끌어냈다. 19세기 때 유일한 올림픽 경기장으로 쓰인 파나티나이코 경기장은 경기를 보려는 사람들이 몰려서 인산인해를 이루었다. 개최국인 그리스에게 있어서 가장 절정이었던 부분은 마라톤 경기에서 자국 선수인 스피리돈 루이스가 승리의 영광을 차지한 것이었다. 이 대회에서는 카를 슈만이 레슬링과 체조에서 4개의 금메달을 따서 가장 많은 금메달을 획득했다. 가장 많이 메달을 딴 선수는 헤르만 바인게르트너로 6개의 메달을 땄다.
대회가 끝난 후 IOC는 이후의 올림픽을 계속 그리스에서 개최할 것인가를 놓고 피에르 드 쿠베르탱 남작과 그리스 임금인 요르요스 1세, 몇몇 미국 선수들 사이에서 갈등이 있었으나 1900년 대회가 이미 파리에서 열리기로 결정된 상태였고, 이후 올림픽은 세계를 순환하면서 개최하게 된다. 1906년 중간 올림픽을 제외하고는 그리스는 2004년 하계 올림픽을 개최할 때까지 108년간 올림픽을 개최하지 못했다.

## 올림픽에 대한 재논의
19세기에는 소규모 스포츠 행사가 유럽 전역에 걸쳐서 실시되었으며 고대 올림픽 이후로 이름이 붙여진 대회들이 생겨났다. 1870년 파나티네코 경기장에서 열린 올림픽에는 약 30,000명의 관중이 몰려들었다. 그 후로 몇 해 동안 이 관중수를 넘는 경기는 없었다. 윌리엄 페니 브룩스 박사는 전 세계의 국가가 여러 스포츠 경기를 하는 무엇인가를 만들자고 제안했으며 쿠베르탱은 그 제안을 받아들였다. 또 다른 관점에서 본다면 고대 올림픽도 세계적이라고 볼 수 있는데, 왜냐하면 다양한 그리스의 도시 국가들이 참석했기 때문이다. 하지만 토종 그리스인 남자만이 참가할 수 있다는 전제조건이 붙은 올림픽이기도 했다.  쿠베르탱은 1890년에 올림픽 개최지와 관련해서 La Revue Athletique에서 잉글랜드 슈롭셔주에 있는 웬록을 지지한다는 사설을 기고했다. 이 웬록이라는 곳은 1850년 10월에 지역 내과의인 윌리엄 페니 브룩스가 웬록 올림픽을 개최한 한적한 시골 마을로, 웬록 올림픽은 축구, 크리켓, 고리 던지기같은 스포츠나 오락 축제를 벌인 대회이다. 쿠베르탱은 사무원이자 박애주의자인 에방겔리스 자파스가 1859년, 1870년, 1875년에 실시한 자파스 올림픽에서도 영감을 얻었다. 1896년 대회는 에방겔리스 자파스와 그의 사촌인 콘스탄티노스 자파스의 유산과 콘스탄틴 왕자를 통해 파나티네코 경기장의 두 번째 재건축 지원을 지속적으로 그리스 정부에 요청한 조지 애버로프가 자금을 지원하였다. 40년전에 이미 에방겔리스 자파스가 자신의 돈으로 경기장의 대리석을 재건한 사실에도 불구하고 말이다.
| “                                 | 바론 드 쿠베르탱의 예의바른 요청에 진실함을 느끼며 나는 그와 의회 회원들에게 올림픽의 재건에 대한 나의 진실된 감사함을 보냈다. | ” |
| — 요르요스 1세, (1894년 6월 21일) | |   |

1894년 6월 18일, 쿠베르탱은 11개국 스포츠 협회의 대표인들에게 그의 계획을 알리기 위해서 파리에 있는 소르본에서 의회를 구성했다. 그의 제안이 의회에서 승인되어서 첫 번째 근대 올림픽 개최지와 일정을 정해야했다. 쿠베르탱은 파리에서 열리는 세계 박람회에 맞춰서 1900년에 같이 열려야 한다고 주장했다. 하지만 그 경우에는 올림픽이 열릴 때까지 6년이라는 공백이 생기므로 그로 인해 대중의 관심도가 낮아질 것을 염려한 의회 회원들은 1896년에 대신 올림픽을 여는 것을 제안했다. 일정이 정해지자 이번에는 개최지를 정할 차례였다. 어떻게 아테네가 1회 올림픽을 끝내 개최하기로 되었는지는 아직까지도 의문으로 남아있다. 다음 해에 쿠베르탱과 디미트리오스 비켈라스는 의회 사람들과 충돌했던 개최지 선정 과정을 떠올리며 그와 비슷한 대안을 제시하였다. 많은 기록들에 따르면 몇몇 대표단들이 처음에 런던을 개최지로 제안했지만 쿠베르탱이 거절 했다고 한다. 그 후, 그리스를 대표하는 비켈라스와 짧은 토론이 있은 후에 쿠베르탱은 아테네를 제의했다. 비켈라스는 6월 23일에 아테네의 공식 신청안을 만들었으며 의회는 그리스가 올림픽의 발상지였으므로 이 결정을 만장일치로 통과시켰다. 그 후에 비켈라스는 국제 올림픽 위원회의 초대 위원장으로 선출되었다.

## 구성

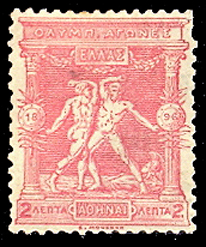
1896년 하계 올림픽 기념 특별 우표

그리스로 올림픽이 되돌아 올 수 있다는 것은 그리스 시민, 미디어, 왕족들에게 호의적인 소식이었다. 쿠베르탱은 "황태자인 콘스탄티노스는 올림픽을 그리스에서 처음 개최한다는 사실에 깊은 감명을 받았다."라고 말했다. 쿠베르탱은 "왕과 황태자가 이 경기를 후원하기로 협의했다."라는 말 또한 함으로써 올림픽 개최에 대한 뒷받침을 했다. 콘스탄티노스는 나중에도 더 많은 지원을 아끼지 않았다. 그는 1896년 올림픽 조직 위원회의 회장이 되기를 간절히 염원했던 것이다.
그런데 그리스는 당시, 재정 문제와 정치적 혼란으로 어려움을 겪고 있었다. 19세기 말에는 그리스의 총리 자리에 하릴라오스 트리쿠피스가 됐다가 테오도로스 딜리얀니스가 됐다가 하는 것이 흔했다. 재정적, 정치적 불안정 때문에 여러 차례 국내 대회를 추진했던 총리인 트리쿠피스와 자파스 올림픽 위원회의 위원장이었던 스테파노스 드라구미스는 그리스가 올림픽을 개최할 수 없을 것이라고 믿었다. 1894년말에 스테파노스 스콜로디스 산하의 조직 위원회는 올림픽 개최 비용이 쿠베르탱이 애초에 예상했던 것보다 3배나 높다고 하는 내용의 보고서를 발표했다. 그들은 대회를 못 열 것이라는 결론을 내렸으며 그들은 사임을 하려고 했다. 올림픽의 총 개최비용은 3,740,000 드라크마금화였다.

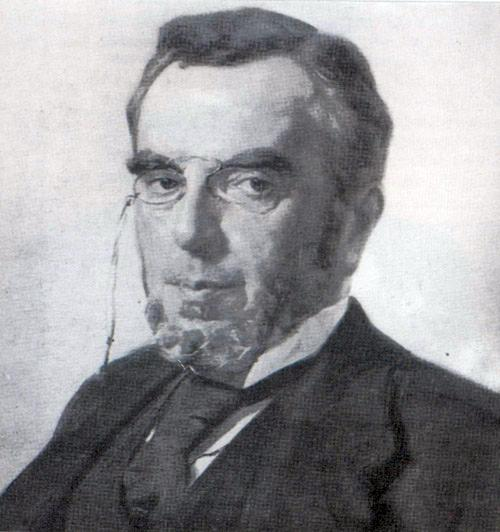
드미트리우스 비켈라스, 초대 IOC 위원장이었으며 성공적인 1896년 올림픽을 치러냈다.

쿠베르탱과 비켈라스는 올림픽을 개최할 만한 가능성에 대한 의심속에서 올림픽 활동(Olympic Movement) 캠페인을 시작했다. 그들의 노력은 1895년 1월 7일에 비켈라스가 콘스탄티노스 황태자가 조직위원장을 맡게 되었다는 발표를 하며 절정에 다다랐다.
그의 첫 임무는 올림픽을 개최하기 위해 충분한 자금을 조달해야 하는 것이었다. 그는 그리스인들에게 애국심을 내세우며 그리스인들에게 낼 수 있는만큼의 돈을 기부해달라며 호소했다. 콘스탄티노스의 열정이 그리스인들에게 기부의 물결을 일으켰다. 그 결과, 330,000 드라크마나 되는 자금을 확보했다. 특별 우표 세트가 발행되기도 했으며 여기서만 400,000 드라크마의 수익을 올렸다. 티켓 판매로는 200,000 드라크마를 추가했다. 파나티나이코 경기장을 보수하자는 콘스탄티노스의 콘스탄티노스의 요청으로 조지 애버로프가 그 비용을 지불했다. 애버로프는 이 프로젝트에 920,000 드라크마를 기부하기도 했다. 그의 관대함에 대한 선물로 경기장 밖에 애퍼로프의 동상이 세워졌으며 1896년 4월 5일에 공개되었다. 지금까지도 그 자리에 남아있다.
선수들 중에는 올림픽이 열리는 동안에 일이든 방학이든 어떤 이유간에 아테네에 있어서 경기에 참석했던 경우도 있었다(영국 선수중에는 영국 대사관에서 일하는 사람도 있었다.). 올림픽 선수촌은 1932년 하계 올림픽이 개최될 때까지 세워지지 않았으며 이 말은 이 대회에 참가한 선수들은 알아서 숙박시설을 구해야 되었다는 말이기도 하다.
1894년에 IOC에서 새로 만든 첫 규정은 올림픽에는 오직 아마추어 선수만이 참가할 수 있다는 것이었다. 그러므로 펜싱 경기를 제외하고는 아마추어 규정에 입각해서 진행되었다.  경기 규정과 같은 것들은 체계화되지 않았기 때문에 조직 위원회는 각 국의 제각기 다른 규정들 속에서 새로운 규정을 정해야 했다. 심사 위원회, 심판, 경기 감독관은 고대언어로 구성되었다.(Ephor, Helanodic, Alitarc). 요르요스 왕자는 결승전 심판으로 뛰었으며 쿠베르탱은 "그의 존재로 인해 심판의 결정에 권위가 섰다."라고 말했다.

## 대회 이모저모
- 근대 올림픽 대회 중 첫 대회였다.
- 여자 선수는 참가하지 못했다.
- 이때부터 입장 행렬, 연설은 하였으나 성화와 성화 릴레이, 올림픽 선서 등은 하지 않았다. 올림픽 성화는 1928년 하계 올림픽부터, 성화 릴레이는 1936년 하계 올림픽부터, 선수의 개최 선언은 1920년 하계 올림픽부터, 심판의 개최 선언은 1972년 하계 올림픽부터 시작되었다.[25]
- 당시의 마라톤의 길이는 약 40.2km (25마일) 이었다.
- 이 대회에서 미국 선수단들이 쓰는 달력과 그리스에서 쓰는 달력이 달라서 다른 날짜에 왔다. 실은 선수단들이 도착하는 날 시작했다.
- 당시 올림픽에서 영국의 조지 S. 로버트슨이 그리스 국왕을 찬양하는 시를 낭송하였는데, 그 시에 감동한 그리스 국왕은 그에게 명예메달이라는 기상천외한 메달을 수여했다.[26]

## 일정
| ● | 개회식 | ● | 경기 | ● | 결승 | ● | 폐회식 |

| 4월       | 6일 | 7일 | 8일 | 9일 | 10일 | 11일 | 12일 | 13일 | 14일 | 15일 |
| --------- | --- | --- | --- | --- | ---- | ---- | ---- | ---- | ---- | ---- |
| 개/폐회식 | ●   |     |     |     |      |      |      |      |      | ●    |
| 육상      | ●   | ●   |     | ●   | ●    |      |      |      |      |      |
| 사이클    |     |     | ●   |     |      | ●    | ●    | ●    |      |      |
| 펜싱      |     | ●   |     | ●   |      |      |      |      |      |      |
| 체조      |     |     |     | ●   | ●    |      |      |      |      |      |
| 사격      |     |     | ●   | ●   | ●    | ●    | ●    |      |      |      |
| 수영      |     |     |     |     |      | ●    |      |      |      |      |
| 테니스    |     |     | ●   | ●   |      | ●    |      |      |      |      |
| 역도      |     | ●   |     |     |      |      |      |      |      |      |
| 레슬링    |     |     |     |     | ●    | ●    |      |      |      |      |
| 4월       | 6일 | 7일 | 8일 | 9일 | 10일 | 11일 | 12일 | 13일 | 14일 | 15일 |

## 개회식

파나티네코 경기장에서 열린 개회식

1896년 4월 6일에(당시 그리스에서 사용하던 율리우스력으로는 3월 25일), 첫 근대 올림픽이 개막되었다. 이 날은 서방 교회와 동방 정교회 모두에게 부활절 다음 월요일이었으며 그리스 독립 전쟁의 기념일이기도 하였다. 파나티네코 경기장에는 요르요스 1세와 그의 가족들을 포함한 약 80,000명의 관객이 와 있었으며 대부분의 선수들은 경기장 내에 나라별로 서있었다. 조직위원회 위원장인 콘스탄티노스 황태자의 연설이 끝난 후에 그의 아버지인 요르요스 1세가 제1회 근대 올림픽의 개최를 선언했다.
| “ | Κηρύσσω την έναρξη των πρώτων Ολυμπιακών Αγώνων της Αθήνας. Ζήτω το Έθνος, ζήτω οι Έλληνες. (짐은 아테네에서 열리는, 첫 번째 올림픽 개최를 선언하노니. 그리스 만세. 그리스인 만세.) | ” |
|   | — 요르요스 1세, 파나티네코 경기장 |   |

개최 선언이 끝난 후에 스피리돈 사마라스가 작곡하고 코스티스 팔라마스가 가사를 지은 올림픽 찬가를 9개의 악대와 150명의 합창단이 연주하였다. 성화 릴레이, 선수 대표 선서는 하지 않았다.
1958년에 열린 IOC 총회에서 사라마스와 팔라마스가 작사/작곡한 올림픽 찬가가 공식적으로 인정받게 되기 전까지는 1960년까지 개회식 때 다양한 음악 공연을 벌였다. 현재 개회식 때 하는 공연들은 그때그때 추가된 것이다.

## 종목
1894년에 열린 소르본 총회에서 올림픽에 치러질 종목들에 대한 여러 의견이 제시되었다. 올림픽 종목에 관한 첫 공식 발표에는 축구나 크리켓과 같은 스포츠가 포함되어 있었지만, 최종 명단에는 이름을 올리지 못했다. 조정과 요트는 열릴 예정이었지만 경기가 열릴 날이 되자 바람이 너무 세게 불어서 취소되었다.

### 레슬링

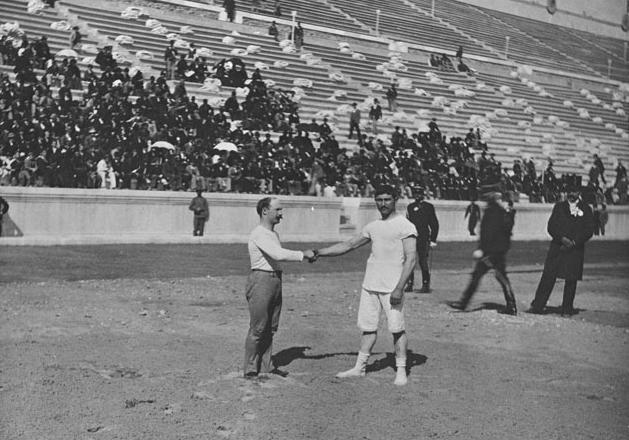
카를 슈만(왼쪽)과 게오르기오스 치타스가 레슬링 결승전이 열리기 전에 악수를 하고 있는 모습이다.

레슬링 경기는 파나티나이코 경기장에서 열렸으며 체중별 경기라는 것이 존재하지 않았다. 즉 다양한 체중을 가진 선수 중 한 명만이 1위를 거머쥘 수 있다는 얘기였다. 규칙은 현재의 그레코로만 레슬링경기와 비슷했지만 시간제한이 없었으며 현행 규정과는 달리 다리를 걸고 넘어지는 어떠한 행위도 반칙이 아니었다.
두 명의 그리스 선수를 제외하고 모든 선수들은 다른 종목에서도 출전했었다. 역도 우승자인 론서스턴 엘리엇은 체조 우승자인 카를 슈만과 맞붙었다. 슈만이 승리를 거둬 결승전으로 진출했으며 또다른 결승 진출자는 스테파노스 크리스토풀로스를 꺾고 진출한 요르요스 치타스였다. 어둠이 깔려서 결승전은 약 40분정도 중단되었다가 결국 다음날 속행되었다. 슈만은 15분만에 경기를 끝내고 우승하였다.

### 사격
칼리테아에서 진행된 사격 경기는 다섯 종목이 치러졌는데, 두 종목은 소총경기였고 세 종목은 권총경기였다. 첫 경기인 군사소총 부문에서는 판텔리스 카라세브다스가 유일하게 목표물을 전부 맞춰 우승을 차지했다. 두 번째 경기인 군사권총 경기에서는 두 미국인 형제인 존 페인과 섬너 페인이 1, 2위를 차지 했는데 이것은 형제가 처음으로 1, 2위를 차지한 경기이기도 하다. 관객들의 혼란을 막기 위해 형제는 둘 중 하나만 다음 경기인 자유권총 경기에 나가자고 합의를 봤으며 섬너 페인이 이 경기에 나가게 되었다. 페인은 이 종목에서 우승을 차지하며 형제가 모두 금메달을 거머쥔 첫 사례가 되기도 했다.
페인 형제가 가진 사격 기구는 경기 심판들이 속사권총 경기에서 요구되는 구경(口徑)에 적합하지 않다고 판단해서 이 종목에 출전할 수 없게 되었다. 페인 형제의 불참 속에서 이오아니스 프란구디스가 우승을 차지했다. 마지막 종목인 자유소총 종목은 속사권총 종목과 같은 날에 열렸다. 하지만 경기가 끝나기 전에 날이 어두워져서 당일에 경기를 끝내지 못했고 다음 날 아침에 경기를 끝냈다. 이 경기에서는 게오르기오스 오르파니디스가 우승을 차지했다.

### 사이클
국제 사이클 연맹의 규칙이 이번 대회 규칙으로 사용되었다. 트랙 경기는 새롭게 지어진 네오 팔리론 벨로드롬에서 열렸으며 도로 경기는 아테네에서 마라톤까지 갔다가 돌아오는 경기(87 km) 하나만 실시했다.
트랙 경기의 최우수 선수는 프랑스인인 폴 마송으로 독주, 스프린트, 10km 경기에서 우승을 했다. 100km 경기에서는 마송이 그의 팀동료인 레온 플라멩의 페이스메이커 역할을 해주었다. 이 종목에서는 플라멩이 우승을 했으며 넘어진 후에는 기술적인 문제를 수리하기 위해서 그리스 선수인 요르요스 콜레티스를 기다렸다. 오스트리아의 아돌프 슈말이 12시간 경기에서 우승했는데, 이 경기는 단 2명만이 완주에 성공했다. 도로 경기에서는 그리스의 아리스티디스 콘스탄티니디스가 우승을 했다.

### 수영

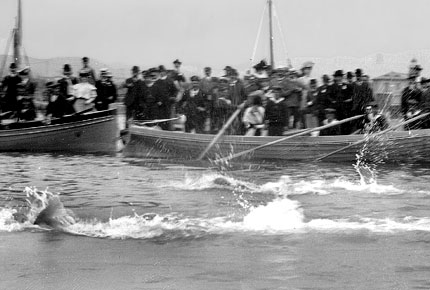
제아 만에서 선수들이 수영을 하고 있는 모습

수영 경기는 조직위원회 위원들이 특별히 운동장을 건축하는 데에 예산을 책정하는 것을 거부했기 때문에 바다에서 열리게 되었다. 약 2만 명의 사람들이 경기를 보기위해 피레아스 해안에 있는 제아 만에 줄을 섰다. 제아 만의 바닷물은 차가웠으며 선수들은 경기를 치르면서 많은 고통을 받았다. 선수들이 출전할 수 있던 경기는 100m 자유형, 500m 자유형, 1200m 자유형으로 총 3종목이었다. 또한 그리스 선원들에 한한 경기도 열렸다. 수영 경기는 모두 4월 11일에 한 날에만 열렸다.
헝가리의 알프레드 하요스는 빡빡한 경기 일정때문에 단 2개의 경기에만 참여할 수 있었다. 이같은 경기 일정 문제로 하요스는 정상적인 상태로 경기에 참여할 수 없었다. 하지만 그는 자유형 100m와 1200m 경기에 출전해서 우승을 했다. 후에 하요스는 1924년에 건축 부문에서 은메달을 따며 스포츠와 예술 부문에서 메달을 딴 두 명의 선수 중에 하나가 되었다. 500m 경기에서는 경쟁자를 1분 30초 이상 따돌린 오스트리아의 수영선수인 파울 네우만이 우승을 차지했다.

### 역도

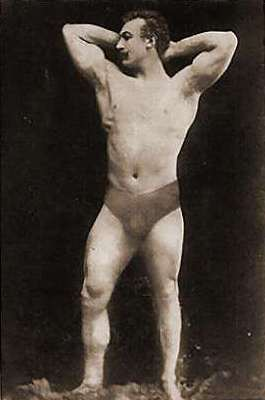
한손 종목의 우승자이자 잘생긴 외모로 그리스 관중들의 주목을 받은 영국의 론서스턴 엘리엇.

역도는 올림픽이 열렸던 1896년까지는 매우 생소한 운동이였으며 현행 규정과도 매우 다르게 진행되었다. 경기는 주경기장에서 열렸으며 몸무게 제한은 없었다. 첫 종목인 양손 경기는 현재 우리가 알고 있는 용상 방식으로 진행되었다. 영국의 론서스턴 엘리엇과 덴마크의 비고 옌센이 같은 무게를 들어서 공동 1위가 되었다. 하지만 요르요스 왕자가 의장으로 있던 심판들은 옌센이 더 나은 방식으로 경기를 했다고 했다. 이러한 심판의 동점 처리 결정권에 익숙치않았던 영국 대표단은 항의를 했다. 결국 선수들은 연장전을 치르기로 했으나 두 선수 모두 전 경기보다 더 좋은 성적을 기록하지 못했다. 그래서 옌센이 우승자로 선정되었다.
엘리엇은 양손 경기가 끝나자마자 열린 한손 경기에서 복수를 했다. 옌센은 양손 경기를 하던 중에 경미한 부상을 입었으며 엘리엇은 쉽게 경기를 이길 수 있었다. 그리스 관중들은 매력이 넘쳤던 스코틀랜드 출신의 엘리엇에게 찬사를 보냈다. 또 역도 경기 도중에는 특이한 일이 일어났다. 경기 보조원이 바벨을 빼내어 역기의 무게를 줄이는 일을 맡았으나 사실은 무척 힘든 일이었다. 보다못한 요르요스 왕자가 보조원을 도와주었는데 요르요스 왕자는 바벨을 별 힘 들이지 않고 빼내서 이 광경을 보고 즐거워하는 관중들을 향해 멀리 던졌다.

### 육상
육상 종목은 모든 종목 중에서 가장 많은 세부 종목 수를 가지고 있다. 가장 주목을 받았던 경기는 첫 국제 경기로서 열렸던 마라톤이었다. 예전에 물을 옮기는 일을 했던 스피리돈 루이스가 그리스인으로서 유일한 우승을 차지하고 국가적인 영웅이 되었다. 그리스는 포환던지기와 원반던지기에서 분전했지만 미국 선수인 로버트 개릿에게 두 종목에서 모두 우승을 빼앗기고 아쉬운 2위를 기록하였다.
세계적인 선수가 별로 참가하지 않았기 때문에 아무런 세계 기록도 세워지지 않았다. 또한 경기장의 곡선주로가 매우 촘촘해서 달리기 경기에서 좋은 기록을 내기란 겉보기에는 불가능해보였는데, 미국의 톰 버크는 100m와 400m에서 각각 12.0초와 54.2초의 기록을 세우며 2관왕을 차지했다. 또 버크는 선수들 중에서 유일하게 '크라우칭 스타트'(무릎을 땅에 대는 자세)를 하는 바람에 심판들이 판정에 애를 먹기도 했다. 하지만 결국 그는 그 불편한 자세로 스타트 하는 것을 허락받고 좋은 성적을 거뒀다.

### 체조

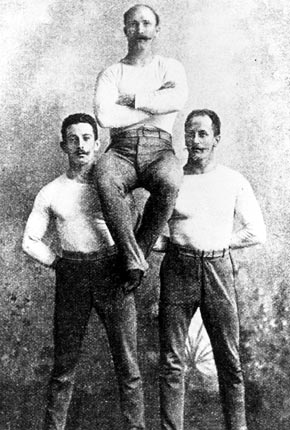
독일 체조 선수들, 왼쪽부터 슈만, 플라토브, 바인게르트너

체조 경기는 파나티나이코 경기장에서 진행되었다. 독일은 11명으로 구성된 팀을 보냈으며 단체 종목을 포함해서 8개 종목 중에서 5개의 종목을 휩쓸었다. 단체 철봉 경기에서 독일팀은 다른 경쟁팀 없이 유일하게 출전했다. 3명의 독일 선수가 개인 종목에서 우승했다. 헤르만 바인게르트너는 철봉 경기에서, 알프레트 플라토브는 평행봉 경기에서, 카를 슈만은 도마 경기에서 우승을 차지했다. 슈만은 레슬링에도 참가해서 좋은 성적을 냈다. 스위스 체조 선수인 루이스 주터는 안마 경기에서 정상을 차지했으며 그리스의 이오아니스 미트로풀로스와 니콜라오스 안드리아코풀로스는 각각 링과 로프등반 경기에서 우승을 차지했다.

### 테니스
테니스는 19세기말에도 잘 알려진 운동이긴 했지만 이번 대회에는 어떤 정상급 선수도 참가하지 않았다. 테니스 경기는 아테네 론 테니스 클럽의 코트와 사이클 경기를 한 벨로드롬에서 열렸다. 단식 우승자인 존 피우스 볼랜드는 그가 다니고있던 옥스퍼드 대학교의 그리스 친구인 콘스탄티노스 마노스의 권유로 출전하게 되었는데, 아테네 론 테니스의 분과위원회의 회원인 마노스는 옥스퍼드 대학교의 스포츠 동아리에서 아테네 올림픽에 나갈 선수를 구하고 있다가 볼랜드에게 출전을 권유하게 되었다. 이렇게 출전하게 된 볼랜드는 1라운드에서 함부르크에서 온 전도유망한 선수이자 육상 100m 경기에서 탈락한 프리드리히 트라운을 꺾었고 결국 우승을 차지했다. 볼란드와 트라운은 복식 경기에서 팀을 이뤄 출전했는데, 결승전에서 그리스 선수와 이집트 선수로 구성된 상대팀에게 첫 세트를 내주고도 역전해서 복식종목 우승을 차지했다.

### 펜싱

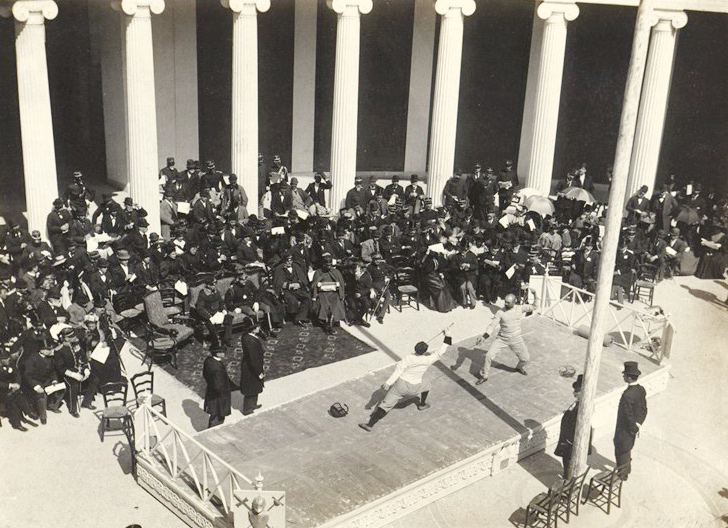
펜싱 플뢰레 결승 경기 장면

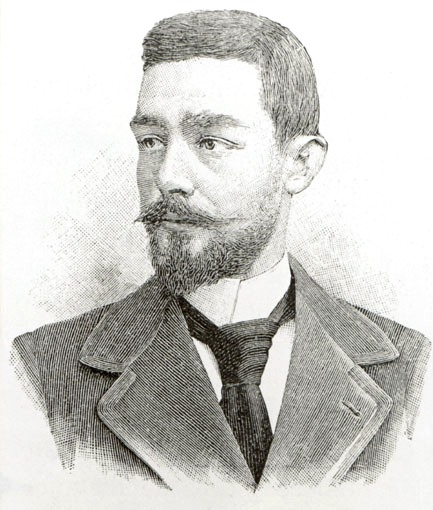
펜싱 선수인 레오니다스 피르고스는 마스터 플뢰레 부문 1위를 차지하면서 그리스인으로는 첫 근대 올림픽 우승을 차지했다.

펜싱 경기는 고대 올림픽의 재건을 꿈꾸었던 에방겔리스 자파스의 자금으로 만들어진 자피온에서 열렸으며 이 곳에서 그 전까지는 어떠한 운동 경기도 열리지 않았다. 아마추어 선수들만 참가가 허락된 다른 스포츠와는 달리 프로 선수들도 각 종목에 한해서 참가가 허용되었다. 이러한 프로 선수들을 신사 선수(gentlemen athetes)라고 여겼으며 이들도 아마추어와 같다고 생각했다.
4개의 세부 종목이 열릴 예정이었으나 알려지지 않은 사정으로 인해 에페 경기는 취소되었다. 플뢰레 개인전 경기의 우승은 같은 프랑스 선수인 앙리 칼로를 꺾은 외젠 앙리 그라벨로트가 거머쥐었다. 마스터 플뢰레와 사브르 개인전 종목은 그리스 선수들이 우승을 차지했다. 마스터 플뢰레에서 우승을 차지한 레오니다스 피르고스는 그리스인 중에서 첫 근대 올림픽 우승을 한 사람이 되었다.

## 폐회식
그리스의 왕인 요르요스 1세는 4월 12일 일요일에 사무관과 선수들을 위한 연회를 열었다.(어떤 선수들은 아직 경기도 하지 않은 상태였다.) 그는 연설을 하면서 올림픽은 아테네에서 영원히 열려야 한다고 주장했다. 공식적인 폐막식은 그 주 화요일에 열리기로 되어 있었으나 비 때문에 하루 뒤인 수요일로 연기되었다. 왕실 가족들은 폐회식에도 참가했으며 폐회식은 영국의 선수이자 학자인 조지 S. 로버트슨이 고대 그리스어로 지은 낭송시와 그리스의 국가를 울리며 시작되었다.

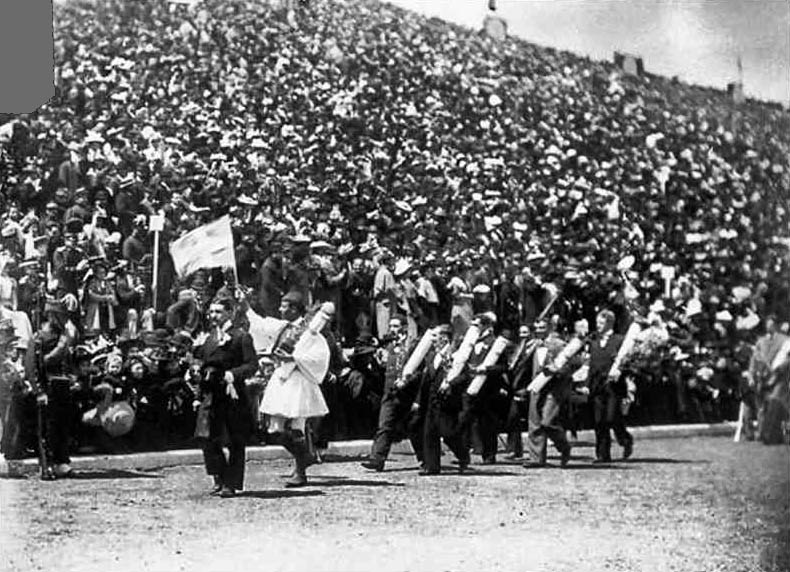
1896년 하계 올림픽에서 메달을 딴 선수(1, 2위)가 폐회식 때 운동장을 돌고 있다. 맨 앞에 있는 사람은 스피리돈 루이스이다.

그 후에 왕이 승자들에게 상을 수상했다. 1위를 한 선수는 오늘날과 달리 은메달, 올리브 화환, 수료서를 받았다. 2위를 한 선수는 동메달, 월계관, 수료서를 받았다. 하지만 3위를 한 선수에게는 메달이 주어지지 않았다. 몇몇 우승자는 또 다른 선물을 받았는데 스피리돈 루이스는 쿠베르탱의 친구이자 마라톤 경기를 생각해낸 미셸 브레알에게 컵을 받았다. 메달 수여식 후, 루이스는 올림픽 찬가가 울려퍼지는 동안에 메달리스트들이 운동장을 한 바퀴 돌도록 유도했다. 악단이 그리스 국가를 연주하고 관중들이 환호하는 동안에 왕은 정식으로 1회 올림픽의 폐회를 선언했고 경기장을 떠났다.
그리스의 국왕인 요르요스 1세와 마찬가지로 많은 사람들이 다음 경기도 아테네에서 열려야한다고 생각했으며, 대부분의 미국 선수들은 황태자에게 그들의 소망을 담은 편지를 보내기도 했다. 하지만 쿠베르탱은 이 생각을 강하게 반대했으며 근대 올림픽은 국제적으로 돌아가면서 열려야 된다고 마음속에서 그리고 있었다. 그의 소원에 따라서 다음 경기인 1900년 하계 올림픽은 프랑스의 파리에서 열리긴 했지만 만국박람회에 밀려서 빛을 보지는 못했다.

## 참가국

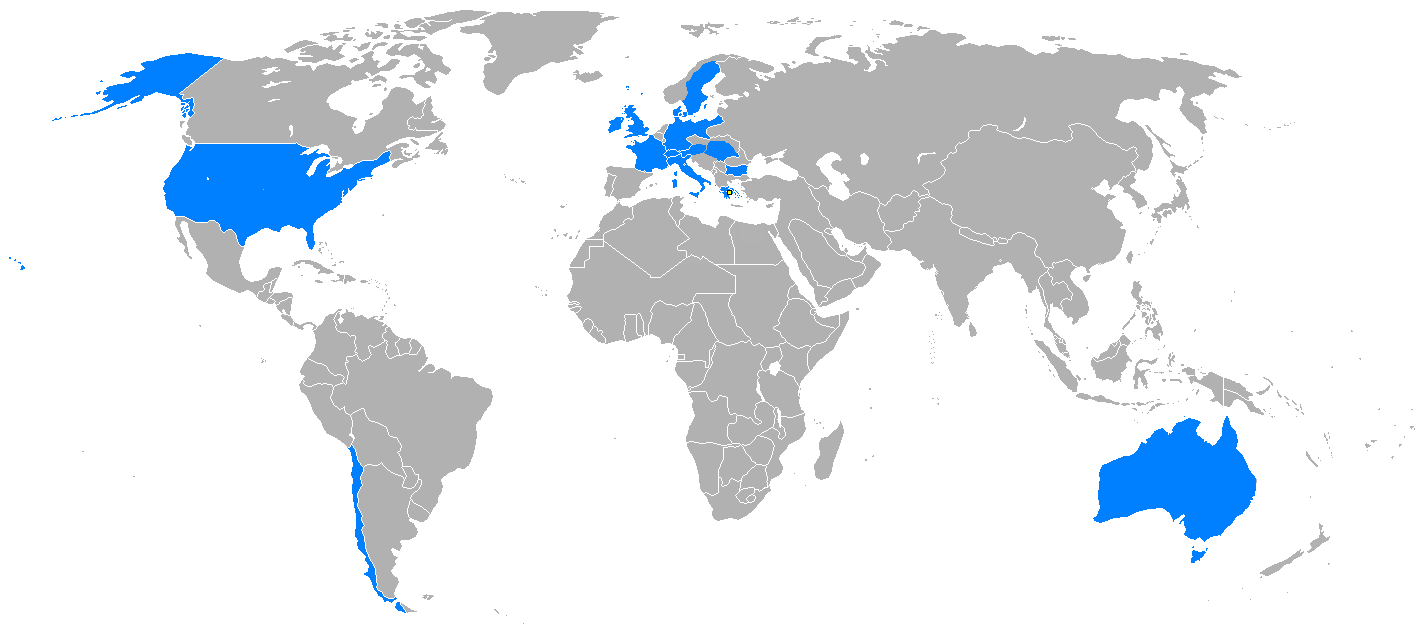
1896년 하계 올림픽 참가국

1896년 대회에 관련된 많은 자료들에 선수들의 국적와 메달 집계가 실려 있기는 하지만, 10년 후에 중간 올림픽이 열릴 때까지 올림픽 활동(Olympic movement)에 있어서 국가대표라는 것은 중요한 부분이 아니었다. 따라서 어떠한 나라가 참가했는지에 대해서 상당한 충돌이 발생하고 있다. IOC는 14개 나라라고 하지만 그것들을 목록화하지는 않았다. 아래 14개국은 IOC의 인증을 받은 자료이다. 어떤 자료에서는 칠레와 불가리아를 제외해서 12개국에서 참가했다고 하며 또 다른 자료에서는 두 국가를 포함시키되 이탈리아를 빼서 13개국에서 참가했다고 한다. 이집트도 디오니시오스 카스다글리스 때문에 참가국 명단에 가끔 포함되기도 한다. 벨기에와 러시아는 자국 선수의 출전을 주장했지만 포기했다.(아래의 출전국 목록은 알파벳순이 아닌 가나다순으로 표시했다.)
1. 그리스 - 그리스의 결과는 일반적으로 키프로스, 스미르나, 이집트 선수들의 결과를 포함한다.[40] 비록 대부분의 자료에서는 그리스계 키프로스인이자 키프로스에서 출전한 유일한 선수인 아나스타시오스 안드레우를 그리스 선수로 여기지만 어떤 자료에서는 키프로스 선수의 결과로 따로 집계 되기도 한다. (키프로스는 당시 영국의 보호령이었다.) IOC에서는 이집트의 알렉산드리아에 살았던 그리스 선수인 카스다글리스를 단식 경기에서 그리스 선수로 표기했지만 그리스 선수인 데메트리오스 페트로코키노스와 같이 팀을 이뤄서 참가했던 복식 경기에 대한 자료에서는 다국적 혼성팀으로 표기한다.[41]
2. 덴마크
3. 독일
4. 미국
5. 불가리아 - 불가리아 올림픽 위원회는 체조 선수인 샤를 샴포가 불가리아인으로서 뛰었다고 주장했다.[42] 샴포는 불가리아에 살고 있으면서 스위스 대표팀 자격으로 출전했다. 말론과 더 바엘은 샴포를 스위스 선수로 표기했다.[43]
6. 스웨덴
7. 스위스
8. 영국 - 영국은 역사적으로 4개 지방(잉글랜드, 웨일스, 스코틀랜드, 북아일랜드)이 따로 선수를 보냈다. 하지만 올림픽에서는 그것이 예외로 작용하는데 이 경우에는 4개 지방이 '영국'이라는 하나의 국가로 출전한다. 하지만 이 경우에는 영어 이름을 'The United Kingdom' 보다 'Great Britain'라는 이름을 많이 쓴다.
9. 오스트레일리아 - 오스트레일리아는 1901년까지 독립국이 아니었지만 에드윈 플랙의 경기결과는 일반적으로 오스트레일리아 선수의 결과로 집계되었다.
10. 오스트리아-헝가리 /  오스트리아 - 오스트리아는 당시에는 오스트리아-헝가리 제국에 속해있었지만 오스트리아 선수의 결과는 따로 집계되었다.
11. 오스트리아-헝가리 /  헝가리 - 헝가리는 오스트리아와 마찬가지로 당시에는 오스트리아-헝가리 제국에 속해있었지만 보통 오스트리아와 따로 경기결과가 집계된다. 하지만 보이보디나 출신의 선수들을 헝가리 선수로 포함시키는 것에 대해서는 아직까지 논란의 대상이다.(보이보디나는 현재 세르비아에 속한다.)
12. 이탈리아 - 이탈리아인인 카를로 아이롤디가 경기에 참가하려고 했으나 그는 프로선수로 생각되었고 결국 경기에서 배제되었다. 그러나 사격 선수였던 주세페 리바벨라는 이탈리아인이었으며 그는 올림픽에 참가했다.[44]
13. 칠레 - 칠레 올림픽 위원회는 육상 100m, 400m, 800m에 출전했던 루이스 쉬베르카조가 칠레 선수라고 주장했다.[45] 말론, 더 바엘, 혹은 다른 공식적인 기록사항에서는 쉬베르카조에 대한 그 이상의 상세한 자료는 없다. 물론 그가 육상 경기에 출전했다는 증거도 나와있지 않다.
14. 프랑스

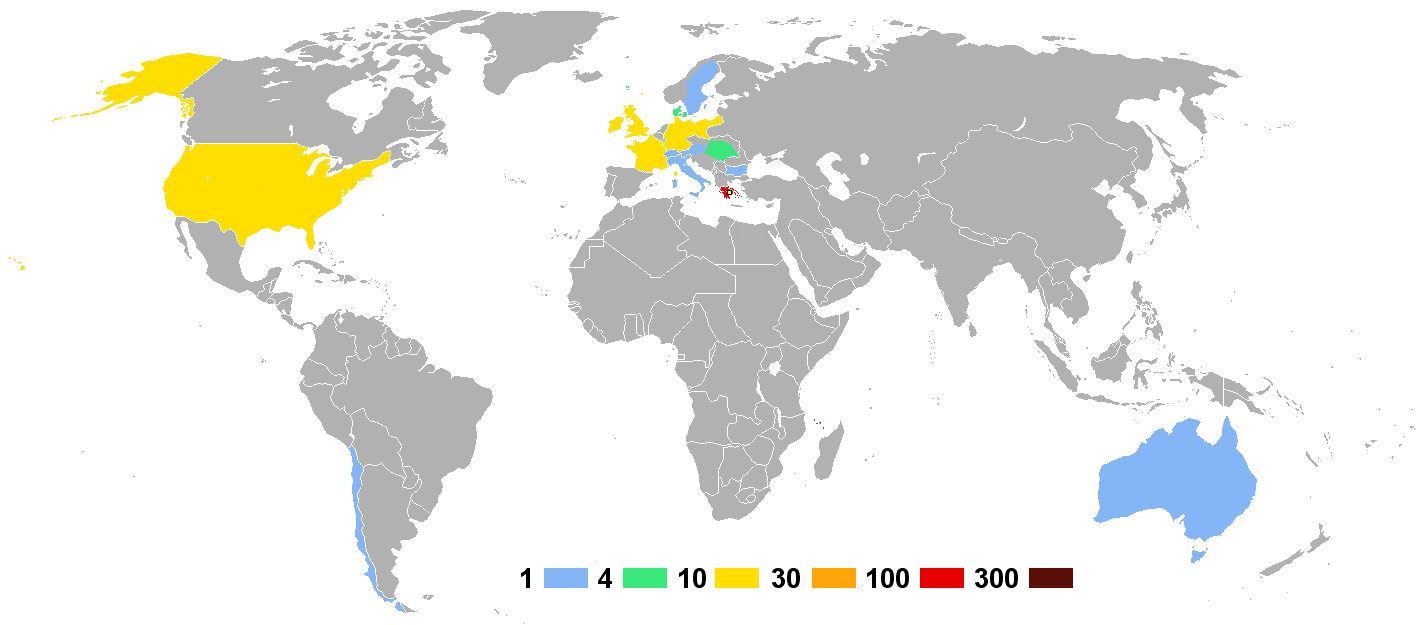
국가별 참가 선수 수:
파랑: 1-3명의 선수 파견
초록: 4-9명의 선수 파견
노랑: 10-100명의 선수 파견
빨강: 100명 이상의 선수 파견

더 바엘의 자료에 의한 국가별 참가자 수 차트

## 메달 집계

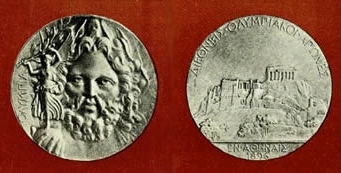
1896년 하계 올림픽에서는 1위를 한 선수에게 금메달이 아닌 은메달을 수여했다.

이 첫 근대 올림픽 기간 중에 우승 선수는 은메달과 올리브 화환을 받았으며 2위를 한 선수는 동메달과 월계관을 받았다. 최근에 IOC는 1, 2, 3위에게 금, 은, 동메달을 수여한다.
14개 참가국 중에서 10개의 국가가 메달을 가져갔으며 3개의 메달은 다국적혼성팀이 가져갔다. 오늘날의 올림픽 메달 제도 기준으로, 미국은 가장 많은 금메달 수를 가져갔으며(11) 그리스는 총 메달 수(46), 은메달(17), 동메달(19)에서 가장 많은 메달을 가져갔으며 금메달 수는 미국보다 하나가 부족했다.

## 여성들의 참가
여성이 1896년 하계 올림픽에 참가하는 것은 불가능했다. 생후 17개월인 남자 아이를 둔 스타마타 레비티라는 여성은 남성들이 공식 마라톤 경기에 참가한 다음 날인 4월 11일에 마라톤을 뛰기 시작하였다. 그녀가 레이스 말미에 마라톤을 끝내기 위해 경기장으로 들어가는 것은 허락되지 않았지만 레비티는 약 5시간 30분만에 그녀만의 마라톤을 자체적으로 끝냈으며 달린 시간을 증명할 목격자들을 찾았다. 레비티는 그리스 올림픽 위원회가 그녀의 기록을 남기는 것을 바랐지만 그리스 올림픽 위원회는 그녀의 이러한 주장을 뒷받침할 문서 같은 것을 하나도 발견하지 못해 결국 인정받지 못하였다.

## 주해
1. ↑  IOC에서 기록한 참가국 수는 자유로운 해석이 가능하며 적게는 10개 국, 많게는 15개 국이 참가했다고도 볼 수 있다. 이 차이에 있어서는 여러 이유가 있다. 당시에는 국가대표팀이 거의 참가하지 않았으며 대부분의 선수들은 그들 자신, 혹은 그들의 클럽을 대표해서 출전했다. 또한 국가라는 것이 당시에는 오늘날만큼 그 의미가 명확하지 않았다. 이 곳에 표기한 참가국 수는 현재 남아있는 자료 중 대부분이 표기하고 있는대로 한다.[1]
2. ↑  이 수치는 IOC의 자료를 바탕으로 했다. 선수들 중 179명의 자료는 명확하다. 말론과 위드룬드는 245명이 참가했다고 했으며 더 바엘은 246명이 참가했다고 했다.
3. ↑  올림피아 지역의 체계적인 발굴은 1875년이 되어서야 시작됐으며 쿠베르탱의 생각은 고대 자료에 막연히 근거를 둔 상태였다고 한다.[4]
4. ↑  '비켈라스와 그리스인들이 대부분의 일을 했으며 쿠베르탱은 거의 하지 않았다.'[18]
5. ↑  몇몇 학자들은 소르본 의회 중에 쿠베르탱이 전략적으로 고려 사항을 이끌었으며 아마추어 요구 지침은 오직 그의 근본적인 목적(올림픽의 재도입)을 하루라도 빨리 이루기 위해서 받아들여진 것이라고 주장했다.[22]
6. ↑  프로 대 아마추어(Professionalism vs amateurism)는 19세기 때 스포츠에 있어서 대표적인 논쟁 사례이다. 그리스에서는 선수들의 아마추어정신에 대한 토론은 노동자 계급의 올림픽 참가 여부에 대한 질문을 초래했다. 자파스 올림픽이 진행 중이던 1870년에 고전 학자이자 교수인 필리포스 이오아누는 게임을 비판했으며 아마추어 정신의 궁극적인 목적을 공격했다. 그의 주장은 이런 것들이 다 패러디라는 것인데 올림픽에 노동자 계급의 사람들이 출전했기 때문이다. 이오아누는 상류층의 젊은 자제들만 올림픽에 출전할 수 있다고 주장했다.[23]

## 참고 문헌
- Greenberg, Stan (1996). 《The Guinness Book of Olympic Facts and Feats》 (영어). Guinness. ISBN 0-85112-639-1. OCLC 35921786.
- Kluge, Volker (1997). 《Olympische Sommerspiele: die Chronik I》 (독일어). Sportverlag. ISBN 3-328-00715-6. OCLC 38258227.
- Lennartz, Karl (ed.) (1996). 《Die olympischen Spiele 1896 in Athen: Erläuterungen zum Neudruck des Offiziellen Berichtes》 (독일어). Agon.
- MacAloon, John J (1982). 《This Great Symbol: Pierre de Coubertin and the Origins of the Modern Olympic Games》 (영어). The University of Chicago Press.
- Mallon, Bill; Widlund, Ture (1998). 《The 1896 Olympic Games. Results for All Competitors in All Events, with Commentary》 (PDF) (영어). McFarland. ISBN 0-7864-0379-9. OCLC 37213664. 2011년 5월 14일에 원본 문서 (PDF)에서 보존된 문서. 2010년 4월 11일에 확인함.
- Smith, Michael Llewellyn (2004). 《Olympics in Athens 1896. The Invention of the Modern Olympic Games》 (영어). Profile Books. ISBN 1-86197-342-X. OCLC 186174794.
- Wallechinsky, David (2000). 《The Complete Book of the Summer Olympics》 (영어). Overlook Press. ISBN 1-58567-033-2. OCLC 43561597.